# Itambé (kommun i Brasilien, Pernambuco)
Itambé är en kommun i Brasilien.   Den ligger i delstaten Pernambuco, i den östra delen av landet, 1 700 km nordost om huvudstaden Brasília. Antalet invånare är 35 398.
Omgivningarna runt Itambé är en mosaik av jordbruksmark och naturlig växtlighet. Runt Itambé är det ganska tätbefolkat, med 129 invånare per kvadratkilometer.